# اچ‌ام‌سی‌اس کواپل (اچ۶۹)
اچ‌ام‌سی‌اس کواپل (اچ۶۹) (به انگلیسی: HMCS Qu'Appelle (H69)) یک کشتی است که طول آن ۳۲۹ فوت (۱۰۰٫۳ متر) می‌باشد. این کشتی در سال ۱۹۳۴ ساخته شد.